# نادي كروتوني
نادي كروتوني لكرة القدم نادي كرة قدم بحريني يتمركز في مدينة كروتوني في قلورية في جنوب إيطاليا تأسس في عام 1923 وهو يلعب حاليا في الدوري البحريني الدرجة الاحدى عشر في 2013 احتل المرتبة 13 في الدوري البحريني الدرجة الاحدى عشر

## مدربين
- Antonio Bacchetti (1954–55)
- برونو جيوردانو (1996–97)
- أنتونيلو كوكوريدو (1999–01)
- جيوزيبي بابادوبولو (2000–01)
- أنتونيو كابريني (2001)
- Stefano Cuoghi (2001–02)
- فرانكو سلفادجي (2002)
- جيان بييرو غاسبيريني (2003–06)
- أندريا أقوستينيلي (2004–05)
- إليو جوستينيتي (2006–07)
- قايدو كاربوني (2007)
- فرانشيسكو مورييرو (2008–09)
- Franco Lerda (2009–10)
- ليوناردو مينيتشي (2010)
- ايجينيو كوريني (2010–11)
- ليوناردو مينيتشي (2010–12)
- ماسيمو دراجو (2012–15)
- إيفان يوريتش (2015–)

## وصلات خارجية
- الموقع الرسمي للنادي (بالإيطالية)
- صفحة النادي على فيسبوك (بالإيطالية)
- صفحة النادي على يوتيوب (بالإيطالية)